# Dharan
Dharan es la segunda mayor ciudad del este de Nepal, tras Biratnagar. Se encuentra en el distrito de Sunsari, al pie de las colinas del Terai. Además es un importante centro comercial de la región. En la localidad hubo un centro británico de reclutamiento de gurkhas, abierto en 1953 y cerrado en la década pasada. El único centro restante está en la ciudad de Pokhara, al oeste de Katmandú

## Estadísticas
- Superficie :12,23 km²
- Población : 112.085 habitantes (estimación 2006)

- Datos: Q8254
- Multimedia: Dharan / Q8254